# أليكس فراغا
أليكس فراغا (بالبرتغالية: Alex Fraga‏) هو لاعب كرة قدم برازيلي في مركز الدفاع، ولد في 22 مايو 1986 في Alto Paraná, Paraná ‏ في البرازيل. لعب مع أتلتيكو باراناينسي ونادي إيتوانو ونادي ميتالورغي روستافي ونادي ناوتيكو.

## وصلات خارجية
- أليكس فراغا على موقع الاتحاد الأوربي (الإنجليزية)
- أليكس فراغا على موقع قاعدة بيانات كرة القدم.إي يو (الإنجليزية)
- أليكس فراغا على موقع Soccerway.com (الإنجليزية)